# Kennisis Lake
Kennisis Lake är en sjö i Kanada.   Den ligger i countyt Haliburton County och provinsen Ontario, i den sydöstra delen av landet, 230 km väster om huvudstaden Ottawa. Kennisis Lake ligger 371 meter över havet. Arean är 14,2 kvadratkilometer. Den sträcker sig 8,6 kilometer i nord-sydlig riktning, och 8,9 kilometer i öst-västlig riktning.
I omgivningarna runt Kennisis Lake växer i huvudsak blandskog. Runt Kennisis Lake är det mycket glesbefolkat, med 3 invånare per kvadratkilometer.